# Csokonyavisonta, Somogy
Csokonyavisonta  este un sat în districtul Barcs, județul Somogy, Ungaria, având o populație de 1.618 locuitori (2011). 

## Demografie
Componența etnică a satului Csokonyavisonta
     Maghiari (92,51%)
     Romi (4,86%)
     Germani (1,46%)
     Necunoscut (0,49%)
     Alții (0,69%)
Componența confesională a satului Csokonyavisonta
     Romano-catolici (51,11%)
     Reformați (15,02%)
     Fără religie (4,94%)
     Necunoscută (28,24%)
     Alte religii (0,87%)
Conform recensământului din 2011, satul Csokonyavisonta avea 1.618 locuitori. Din punct de vedere etnic, majoritatea locuitorilor (92,51%) erau maghiari, existând și minorități de romi (4,86%) și germani (1,46%). Apartenența etnică nu este cunoscută în cazul a 0,49% din locuitori.  Din punct de vedere confesional, majoritatea locuitorilor (51,11%) erau romano-catolici, existând și minorități de reformați (15,02%) și persoane fără religie (4,94%). Pentru 28,24% din locuitori nu este cunoscută apartenența confesională.